# EDarling
eDarling je internetová seznamka založená v roce 2008 v Berlíně. Využívá osobnostního testu, na jehož podkladě mají být uživatelům doporučováni kompatibilní partneři. Hlavními investory jsou inkubátor Rocket Internet (SRN) a online seznamovací agentura eHarmony (USA). eDarling působí celkem v devatenácti zemích, včetně České republiky. Společnost má přibližně 300 zaměstnanců.[zdroj?]

## Historie
Službu eDarling provozuje společnost Affinitas GmbH, kterou v roce 2008 založili Lukas Brosseder a David Khalil jako investiční projekt společnosti Rocket Internet. Později se jako společník připojil Christian Vollman (zakladatel služeb iLove a MyVideo). V Německu bylo poskytování služeb zahájeno v červnu 2009. O rok později do společnosti eDarling investovala společnost eHarmony.
eDarling poskytuje své služby v 19 zemích: v Evropě (Česká republika, Německo, Rakousko, Švýcarsko, Francie, Polsko, Nizozemsko, Belgie, Švédsko, Norsko, Finsko, Dánsko, Itálie, Španělsko, Rusko, Maďarsko), v Latinské Americe (Chile, Mexiko) a v Turecku.[zdroj?] V České republice eDarling působí od května 2012.[zdroj?]

## Služba eDarling
eDarling svým uživatelům zprostředkovává kontakt s potenciálními partnery na základě vstupního testu. Uživatel musí nejprve dokončit test složený z asi 260 otázek, které pokrývají osobnostní rysy a povahové vlastnosti. Mimoto jsou v testu obsaženy také otázky, které zkoumají představu ideálního partnera a osobní plány do budoucna. Matematický algoritmus má pak z výsledků testu uživateli doporučit nejvhodnější partnery.
eDarling je služba fungující v modelu Freemium, který nabízí jak placené, tak neplacené členství. V základním bezplatném členství získá uživatel vyhodnocení testu osobnosti, dostává návrhy vhodných partnerů a funkce „Oboustranného seznámení“. Pro využívání všech služeb je nutné si aktivovat placené prémiové členství. V neplaceném členství je zahrnuta pouze registrace, pro prohlížení fotografií a profilů je nutno zaplatit. 

## Výzkum a publikační činnost
eDarling má také vlastní výzkumné oddělení v čele s Dr. Wiebke Neberichovou. Spolupracuje s univerzitami a publikuje populárně–vědecké články týkající se partnerského života. Mezi spolupracující organizace patří například Humboldtova univerzita v Berlíně, SRN nebo Duke University, Severní Karolína, USA.[zdroj?]

## Automatické prodlužování placeného členství
V roce 2014 informoval spotřebitelský magazín dTest o nárůstu stížností uživatelů seznamky eDarling, které se týkaly především automatického prodlužování placeného členství. Pro ukončení placeného členství u eDarlingu bylo totiž nutné zaslat písemnou výpověď na adresu v Německu. Část uživatelů o této skutečnosti nevěděla a byla překvapena, že jejich účet u společnosti je stále aktivní a jsou jim nadále účtovány poplatky.